# Resolució 2061 del Consell de Seguretat de les Nacions Unides
La Resolució 2061 del Consell de Seguretat de les Nacions Unides fou adoptada per unanimitat el 25 de juliol de 2012. El Consell va ampliar el mandat de la Missió d'Assistència de les Nacions Unides per a l'Iraq (UNAMI) durant 12 mesos més.
El Consell assenyala que les relacions entre l'Iraq i Kuwait han millorat, i que la situació interior a l'Iraq s'ha tornat més estable. També insta a totes les comunitats del país a participar en el diàleg, i alhora que lloa el paper de la UNAMI donant suport a la població i al govern, demana al govern iraquià que proporcioni a UNAMI suport logístic i de seguretat.